# Полтавское (Днепропетровская область)
Полтавское (укр. Полтавське) — село,
Зорянский сельский совет,
Межевский район,
Днепропетровская область,
Украина.
Код КОАТУУ — 1222683308. Население по переписи 2001 года составляло 45 человек.

## Географическое положение
Село Полтавское находится в 1-м км от левого берега реки Сухой Бычок,
выше по течению на расстоянии в 2 км расположено село Малая Покровка,
ниже по течению на расстоянии в 5,5 км расположено село Зелёный Гай (Петропавловский район),
на противоположном берегу — село Марьянка (Петропавловский район).